# Saint-Georges, Franska Guyana
Saint-Georges (franskt uttal: [sɛ̃ ʒɔʁʒ]
 ( lyssna), inofficiellt namn: Saint-Georges-de-l'Oyapock) är en kommun i det franska utomeuropeiska departementet Franska Guyana i Sydamerika. År 2022 hade Saint-Georges 4 710 invånare.
Kommunen ligger vid floden Oyapock, som bildar gränsen mot Brasilien. Största samhället i kommunen har samma namn som kommunen, Saint-Georges. Den närmaste orten är det brasilianska samhället Oiapoque. Kommunen Saint-Georges gränsar till den brasilianska delstaten Amapá och Oyapock skiljer dem delvis också ifrån varandra eftersom floden utgör gränsflod mellan Franska Guyana och Brasilien.

## Befolkningsutveckling
| Befolkningsutvecklingen i Saint-Georges 1990–2021 | Befolkningsutvecklingen i Saint-Georges 1990–2021 | Befolkningsutvecklingen i Saint-Georges 1990–2021 | Befolkningsutvecklingen i Saint-Georges 1990–2021 | Befolkningsutvecklingen i Saint-Georges 1990–2021 |
| ------------------------------------------------- | ------------------------------------------------- | ------------------------------------------------- | ------------------------------------------------- | ------------------------------------------------- |
|                                                   |                                                   |                                                   |                                                   |                                                   |
| År                                                |                                                   |                                                   | Folkmängd                                         |                                                   |
| 1990                                              | 1990                                              |                                                   | 1 523                                             |                                                   |
| 1999                                              | 1999                                              |                                                   | 2 153                                             |                                                   |
| 2007                                              | 2007                                              |                                                   | 3 605                                             |                                                   |
| 2015                                              | 2015                                              |                                                   | 4 020                                             |                                                   |
| 2021                                              | 2021                                              |                                                   | 4 505                                             |                                                   |